# Thrombosis and Haemostasis
Thrombosis and Haemostasis, abgekürzt Thromb. Haemostasis ist eine wissenschaftliche Fachzeitschrift, die vom Schattauer Verlag veröffentlicht wird. Die Zeitschrift ist offizielles Publikationsorgan der folgenden wissenschaftlichen Gesellschaften: European Society of Cardiology, Società Italiana per lo Studio dell’Emostasi e della Thrombosi und Sociedad Española de Trombosis y Hemostasia. Die erste Ausgabe erschien 1957 unter dem Namen Thrombosis et diathesis haemorrhagica: The Journal of blood coagulation, initiiert u. a. von Erwin Deutsch. Im Jahr 1976 wurde der Titel in den aktuell gültigen geändert. Derzeit erscheint die Zeitschrift monatlich. Es werden Arbeiten aus allen Bereichen der Forschung und klinischen Studien zu Thrombose und Hämostase veröffentlicht.
Der Impact Factor lag im Jahr 2021 bei 6,681. Nach der Statistik des ISI Web of Knowledge wird das Journal mit diesem Impact Factor in der Kategorie Hämatologie an neunzehnter Stelle von 78 Zeitschriften und in der Kategorie periphere Gefäßkrankheiten an zwölfter Stelle von 67 Zeitschriften geführt.
Chefherausgeber sind Christian Weber (Ludwig-Maximilians-Universität München) und Gregory Y.H. Lip (University of Birmingham, Vereinigtes Königreich).